# Доклін
Доклін (рум. Doclin) — село у повіті Караш-Северін в Румунії. Входить до складу комуни Доклін.
Село розташоване на відстані 362 км на захід від Бухареста, 18 км на захід від Решиці, 61 км на південний схід від Тімішоари.

## Населення
За даними перепису населення 2002 року у селі проживали 589 осіб.
Національний склад населення села:
| Національність | Кількість осіб | Відсоток |
| -------------- | -------------- | -------- |
| румуни         | 509            | 86,4%    |
| цигани         | 72             | 12,2%    |

Рідною мовою назвали:
| Мова      | Кількість осіб | Відсоток |
| --------- | -------------- | -------- |
| румунська | 529            | 89,8%    |
| циганська | 57             | 9,7%     |